# Daniel Zeaiter
Daniel Zeaiter (* 30. März 1995 in Bad Homburg) ist ein deutsch-libanesischer Fußballtorhüter.

## Karriere
In seiner Jugend spielte Zeaiter für die SG Ober-Erlenbach, die SG Rosenhöhe, SV Darmstadt 98 und den 1. FSV Mainz 05. Zur Saison 2014/15 stieg er aus der U-19-Mannschaft in die zweite Mannschaft des FSV auf und gab unter Trainer Sandro Schwarz sein Debüt beim torlosen Unentschieden gegen den VfL Osnabrück am 31. Oktober 2015. Dabei vertrat er den Stammtorhüter Jannik Huth, der beim Auswärtsspiel der ersten Mannschaft gegen den FC Augsburg als Ersatztorhüter im Kader stand. Vom Trainer der ersten Mannschaft, Martin Schmidt, wurde er für das Rückspiel gegen den FC Augsburg am 2. April 2016 als Ersatztorhüter in den Kader der ersten Mannschaft berufen. Beim 4:2-Sieg der Mainzer blieb er ohne Einsatz.
Zur Saison 2016/17 wechselte er zum Zweitligaabsteiger MSV Duisburg. Sein erstes Punktspiel für die „Zebras“ bestritt er am 25. November 2017, als er in der Zweitligapartie beim SSV Jahn Regensburg (0:4) zur Pause für den verletzten Mark Flekken eingewechselt wurde. Mit Auslaufen seines Vertrags verließ er den Verein im Sommer 2018 und wechselte zu Alemannia Aachen. Nach einer Saison ohne Verein wechselte er im Sommer 2020 zum Hessenligisten FC Eddersheim.